# Киркук
Киркук, или Керкук (на арабски: كركوك, Kirkūk, на сорани: کەرکووک; на турски: Kerkük; на кюрдски: Kerkûk; на арамейски: ܐܪܦܗܐ, Arrapha) е град, административен център на област Киркук, Ирак. Населението на града през 2012 година е 890 034 души.

## География
Градът се намира на 250 км на северно от столицата Багдад. Разположен е край река Казачай.

## Население
| Година | Население |
| ------ | --------- |
| 1965   | 175 303   |
| 1987   | 418 624   |
| 2012   | 890 034   |

Населен е предимно с кюрди, но освен тях там живеят араби и туркмени.

## Икономика
Развит е нефтодобивът и има нефтена рафинерия. От там минават нефтопроводите за Хайфа, Триполи и Банияс.

## Побратимени градове
- Далас (Тексас, САЩ)